# Tvetrudtjärnarna
Tvetrudtjärnarna är en sjö i Robertsfors kommun i Västerbotten och ingår i Dalkarlsåns huvudavrinningsområde.